# Ahmad ibn Muhammad al-Razi
Ahmad ibn Muhammad Al-Razi (en arabe : احمد ابن محمد الرازي), également connu sous le nom d'am-Tariji (le Chroniqueur) et par les historiens chrétiens comme le maure Razi (Cordoue, 887–955), est un historien du califat de Cordoue durant le règne d'Abd al-Rahman III.

## Biographie
Il est le fils du marchand Muhammad ibn Muse al-Razi originaire de la région de Rayy, en Perse. Celui-ci s'établit dans la Cordoue Omeyyade vers l'an 865 (250 h.). Razis acquit un grand savoir, selon Ibn al-Faradi, de ses maîtres Ahmâd ibn Jalid et Qâsim ibn Azbag. Il était à son époque parmi les historiens andalous les plus prestigieux. Il enseigna notamment à Cordoue et Séville.

## Œuvre
On attribue à Al Razi divers ouvrages sur l'histoire et la géographie d’Al-Andalus, entre une description topographique de la ville de Cordoue et Alistiyab, un livre qui rapporte les généalogies des andalous célèbres en cinq volumes. Il est surtout connu par son Histoire des souverains d'Al-Andalus (Ajbār mulūk Al-Andalus), un récit de la présence arabe dans la péninsule ibérique depuis l'invasion entreprise par Táriq ibn Ziyad et Moussa ibn Noçair jusqu'au règne d'Abd al-Rahman III, huitième émir et premier calife de la dynastie Omeyyade. Cette œuvre a été très citée par les historiens postérieurs, aussi bien musulmans (Ibn Hayyan, Ibn Bassam, Au-Humaydi, Ibn Bashkuwal, Ibn au-Abbar, Ibn au-Jatib, Au-Maqqari) que chrétiens, qui citent ce livre sous le nom de «Chronique du maure Rasis». La composition fut terminée par son fils Isa ibn Ahmad au-Razi à Cordoue après l'an 977, sous le règne d'Hisham II. C'est sa seule œuvre connue et conservée, grâce aux fragments transcrits par les historiens arabisants postérieurs et leurs traductions en portugais et en castillan.

### Histoire des souverains d'Al-AndalusouChronique du maure Razi
Ajbār mulūk Al-Andalus (Histoire des souverains d'Al-Andalus) est l’œuvre principale d'Al-Razi. À l'origine elle était divisée en trois parties: une géographie d'Al-Andalus; une histoire préislamique de la péninsule ibérique; et un récit du règne de Rodrigo, la conquête musulmane et l'histoire des émirs. Pendant le Moyen Âge les historiens chrétiens utilisèrent souvent le récit de Razi, comme  «Chronique du maure Rasis» ou «Rasis maure». Il est abondamment cité dans De rebus Hispaniae (1243) de l'archevêque de Tolède Rodrigo Jiménez de Rada. Au début du  XIVe siècle le roi Denis I du Portugal commanda une traduction en portugais au clerc Gil Peres (1279–1325). Cette traduction de Rasis mouro a été abondamment utilisée pour la rédaction de Chronique geral de Espanha de 1344, commandée par le comte de Barcelos, Pedro Alfonso du Portugal, qui en transcrivent des passages entiers.
La Chronique fut de nouveau traduite en castillan au XVe siècle et refondue comme introduction de la Cronica sarracina (v. 1430) de Pedro del Corral. La traduction était partielle, se limitant aux sections de la géographie et de l'histoire primitive de la péninsule. Par la suite, la traduction originale en portugais de Gil Peres s'est perdue. Aujourd'hui on ne conserve que trois manuscrits  en castillan du XVIe siècle.
Au XVIe siècle on commença à douter de l'authenticité de la chronique portugaise, la considérant comme une œuvre originale de Gil Peres plutôt que comme traduction. Pendant des siècles, les érudits et critiques comme Ambroise de Morales, Gregorio Mayans, Miguel Casiri, José Antonio Conde ou Diego Clemencín nièrent l'origine arabe et sa composition à une époque aussi reculée que le Xe siècle
L'intérêt pour la chronique était évident, il offrait le principal apport d'informations alors disponible sur l'invasion et les premiers siècles de domination musulmane dans la péninsule. Les recherches prirent une nouvelle direction durant le XIXe siècle grâce au développement de la méthodologie historique. En 1850 l'arabisant Pascual de Gayangos démontra dans un mémoire lu devant l'académie royale d'histoire, qu'il avait existé un historien cordouan au Xe siècle X appelé Al-Razi et que celui-ci était l'auteur d'une description de la géographie et d'une histoire de la péninsule ibérique. Il ajouta quelques fragments en castillan dans son «Appendice» de ses Mémoires sur l'authenticité de la Chronique dénommée du maure Razis, qui furent complétées avec l'aide d'un manuscrit conservé dans la Bibliothèque du Palais Royal et étudié par Pedro José Pidal.
Bien que Gayangos admit l'authenticité de la description géographique et de l'histoire musulmane, il émit des réserves quant à autorité de Razis sur l'histoire  préislamique, faisant valoir qu'il s'agissait d'une compilation d'autres sources réalisée par Gil Pérez. D'autres arabisants de son temps, le hollandais Reinhart Dozy, partagèrent cette opinion. Ce fut au début du XXe siècle, lorsque le philologue Ramón Menéndez Pidal en désaccord avec cette hypothèse démontra que les références à Rodrigue dans la Chronique de 1344 se basaient, effectivement sur le texte de Razis de Gil Pérez et découlaient de l'histoire d'al-Razi. Enfin, l'historien Claudio Sánchez-Albornoz réussi à démontrer que Gil Vicente avait effectivement traduit l'Histoire des rois d'Al-Andalus d'Ahmad al-Razi, donnant ainsi validité et authenticité à toutes les parties conservées y compris l'histoire préislamique.

L'importance de la Chronique du maure Razis fut expliquée par Diego Catalán: 

« Si les histoires nationales avaient pour sujet un « gens » c'est-à-dire un peuple ou une nation ethniquement homogène, l'histoire d'Al-Razi est la première œuvre historique qui a pour objet le sol espagnol, c'est-à-dire le territoire de la péninsule ibérique et la description des différents peuples qui l'occupèrent successivement jusqu'à la conquête musulmane. Ce modèle, qui ensuite sera suivi par la Estoria de España d' Alphonse X, est le plus communément admit aujourd'hui pour relater l'historie d'une nation ou d'un pays »